# Hidinge församling
Hidinge församling var en församling i Strängnäs stift och i Lekebergs kommun i Örebro län (Närke). Församlingen uppgick 2006 i Knista församling.

## Administrativ historik
Församlingen har medeltida ursprung.
Församlingen var till 2006 annexförsamling i pastoratet Knista och Hidinge som före 1651 och efter 1986 även omfattade Kvistbro församling.  Församlingen uppgick 2006 i Knista församling.

## Kyrkor
- Hidinge gamla kyrka
- Hidinge kyrka